# Faro de Gravelinas
El Faro de Gravelinas, o Faro de Petit Fort Philippe, (en francés: Phare de Gravelines o Phare de Petit Fort Philippe) es un faro situado en la localidad de Gravelinas, departamento de Norte, Francia, en el barrio de Petit-Fort-Philippe de la citada ciudad. Estuvo en funcionamiento desde 1843 hasta 1989. Está declarado Monumento histórico de Francia.

## Historia
Fue construido entre los años 1837 y 1838 pero fue encendido por primera vez cinco años más tarde, en 1843, debido a las discusiones que se produjeron acerca de la utilidad del faro. Tenía una óptica catadióptrica de lentes de Fresnel de tercer orden y estaba alimentado con aceite vegetal. En 1895 se cambió la luz blanca que hasta entonces había emitido a una luz direccional blanca y roja. Durante la Segunda Guerra Mundial sufrió daños que obligaron a reforzarlo con un anillo de hormigón, restauración que fue terminada en 1949. Fue automatizado en 1979, adquiriendo entonces la característica última que tenía. Fue desactivado en 1989. El faro permanece abierto al público.

## Características
El faro consiste en una torre de 27 metros de altura, pintada a bandas blancas y negras de igual ancho y diseño helicoidal, que arranca del centro de un edificio de una planta de planta cuadrada. Linterna y galería igualmente pintadas de negro.
La última característica que presentaba este faro cuando estaba en funcionamiento era de cuatro ocultaciones de luz blanca o verde, en función de la dirección de avistamiento, en un ciclo total de 12 segundos, con un alcance nominal nocturno de 15 millas náuticas.